# هدية المسافر
هدية المسافر - سبع قرارات تحدد النجاح الشخصي هو كتاب صدر في 2002 للكاتب آندي أندروس. ظهر الكتاب في اختيارات الكتب في برنامج هيئة الإذاعة الأمريكية، صباح الخير يا أمريكا. ينسج كتاب هدية المسافر أسطورة أعمال حول رجل خسر عمله وماله، ولكن وجد طريقه بعد أن نقل بطريقة سحرية في سبع نقط مفتاحية في التاريخ. في كل محطة، يلتقي بوندر شخصيات تاريخية مثل أبراهام لينكون،آن فرانك،سليمان، هاري ترومان و كريستوفر كولومبوس. حول الكتاب إلى دي في دي.

## روابط خارجية
- AndyAndrews.com